# Alexander Ecklebe
Alexander Hermann Ecklebe (* 12. Januar 1904 in Cosel, Kreis Cosel, Provinz Schlesien; † 8. September 1983 in Berlin-Wilmersdorf) war ein deutscher Komponist, Musiker und Hörfunkmitarbeiter.

## Leben und Werk
Nach dem Studium in Breslau und Berlin war Alexander Ecklebe von 1930 bis 1945 musikalischer Mitarbeiter der Funk-Stunde Berlin, bzw. dem Reichssender Berlin. Am 1. Dezember 1939 beantragte er die Aufnahme in die NSDAP und wurde zum 1. Januar 1940 aufgenommen (Mitgliedsnummer 7.383.621). Von 1948 bis 1950 arbeitete er beim Berliner Rundfunk. Ab 1950 arbeitete er als freier Komponist. Er schrieb Opern, Chor- und Orgelwerke, eine Symphonie, Kammermusik und zahlreiche Lieder und komponierte Bühnen-, Hörspiel- und Fernsehmusik und vertonte unter anderem Texte von Gerhart Baron aus seiner Heimat.

Ein Brief des Komponisten aus Berlin vom 13. Jänner 1978 an Heinz Birker gibt Auskunft über einen besonderen Schwerpunkt seines Schaffens, die Oper:

„Meine Symphonie ist Manuskript und in keinem Verlag erschienen. Ich habe bisher vier Opern geschrieben. Die erste, Genoveva, kam 1936 in konzertanter Form durch den Reichssender Berlin unter der Leitung von Hans Rosbaud zur Uraufführung. Es folgte 1942 die Uraufführung meiner Oper Das Buch der Liebe am Oberschlesischen Landestheater in Beuthen unter der musikalischen Leitung von Franz Wödl. Ich nehme an, dass dies die Oper war, die Sie gesehen haben. Kurz nac[h] dem Krieg entstand die Oper Der falsche Prinz nach einem Märchen von Wilhelm Hauff. Sie ist noch unaufgeführt. Und schließlich schrieb ich noch eine Volksoper Jungfer Maleen nach einem norddeutschen Märchen, um deren Uraufführung ich mich noch bemühe [.]".“

Ecklebe war nicht verheiratet. Er wohnte zuletzt in der Mommsenstraße 35 in Berlin. Alexander Ecklebe starb am 8. September 1983 um 03:35 Uhr im Sankt-Gertrauden-Krankenhaus in Berlin-Wilmersdorf im Alter von 79 Jahren. Er wurde auf dem landeseigenen Friedhof Heerstraße in Berlin-Westend beigesetzt (Grablage: II W6–15).

## Werke (Auswahl)
- Genoveva (Oper)
- Das Buch der Liebe (Oper)
- Der falsche Prinz (Oper, nach einem Märchen von Wilhelm Hauff)
- Jungfer Maleen (Volksoper)
- Erinnerung an Mayrhofen. Konzertwalzer. Für Salonorchester[5]
- eine Symphonie
- Kammermusik
- Lieder